# Júlio César Campozano
Júlio César Campozano (Guayaquil, 31 de enero de 1986) es un extenista profesional ecuatoriano que participó principalmente en el circuito ATP Challenger Series. El 1º de abril de 2013, alcanzó su ranking en individuales más alto al lograr el puesto N.º 197, y el 9 de julio de 2012 lo hizo en dobles logrando el puesto N.º 192.

## Títulos
| Leyenda                     | Individuales | Dobles |
| --------------------------- | ------------ | ------ |
| Grand Slam                  | 0            | 0      |
| ATP World Tour Finals       | 0            | 0      |
| ATP World Tour Masters 1000 | 0            | 0      |
| ATP World Tour 500 Series   | 0            | 0      |
| ATP World Tour 250 Series   | 0            | 0      |
| ATP Challenger Series       | 0            | 3      |

| Títulos por superficie |
| ---------------------- |
| Dura (0)               |
| Hierba (0)             |
| Tierra batida (3)      |
| Carpeta (0)            |

### Títulos en Dobles (3)
| No. | Fecha      | Torneo                           | Superficie    | Pareja             | Rival                               | Resultado           |
| 1.  | 09.11.2009 | Challenger de Guayaquil, Ecuador | Tierra batida | Emilio Gómez       | Andreas Haider-Maurer Lars Pörschke | 6–7(2), 6–3, [10–8] |
| 2.  | 26.11.2011 | Challenger de Guayaquil, Ecuador | Tierra batida | Roberto Quiroz     | Marcel Felder Rodrigo Grilli        | 6–4, 6–1            |
| 3.  | 07.07.2012 | Challenger de Panamá, Panamá     | Tierra batida | Alejandro González | Daniel Kosakowski Peter Polansky    | 6–4, 7–5            |